# Race Days
Race Days es un videojuego de carreras de 1994 para Game Boy, que es esencialmente una compilación de los videojuegos "Dirty Racing" (exclusivo de Japón) y Jeep Jamboree: Off Road Adventure (exclusivo de Norteamérica); aunque con un nombre diferente para el juego del Jeep Jamboree.

## Jugabilidad
Este juego le permite al jugador competir en una carrera con autos de estilo Grand Prix (similar a Micro Machines) o con vehículos diseñados para todoterreno.
Deben evitarse los obstáculos y los oponentes deben ser adelantados en el juego del Grand Prix titulado "Dirty Racing", mientras que las colinas, los baches y las curvas cerradas se deben navegar en el evento todoterreno titulado "4 Wheel Drive". Los jugadores en el modo Dirty Racing son informados de cualquier giro brusco haciéndolos mirar en la parte superior de su parabrisas. Este juego se puede usar con el cable GameLink para brindar diversión y entretenimiento a dos jugadores. Cada variación tiene un mapa con muchas estadísticas. Los jugadores deben calificar antes de cada carrera y comenzar con competencias locales antes de llegar al gran campeonato. Los mapas son genéricos y no muestran ninguna nación en particular. Los jugadores también pueden practicar antes de cada carrera para afinar sus habilidades.
Dirty Racing tiene tres niveles de dificultad: Taking It Easy (fácil), Hazardous! (medio) y Totally Dirty (difícil). En la escena de las compras, los jugadores pueden comprar neumáticos junto con potenciadores de motor y nitro.

## Recepción
La revisión de GamePro criticó el juego por tener pistas aburridas, gráficos monótonos, sonidos de motor irritantemente monótonos, controles difíciles y un diseño de juego deficiente, especialmente en "Dirty Racing". Llegaron a la conclusión de que "Race Days es un carrito que decepcionará incluso al jugador más liberal de 'jugaré lo que sea'". Los dos revisores deportivos de Electronic Gaming Monthly le dieron puntuaciones de 73% y 75%. Comentaron que los gráficos y los sonidos son normales, pero elogiaron el juego por tener buenos controles, una jugabilidad adictiva y una buena relación calidad-precio con dos juegos en un cartucho.